# パーマネント神喜劇
『パーマネント神喜劇』（ぱーまねんとしんきげき）は、日本の小説家・万城目学のファンタジー小説である。
表題の『パーマネント神喜劇』を含めた連作短編小説。
本作で2018年（平成30年）、万城目学は第31回山本周五郎賞候補に選ばれる。

## あらすじ
神頼みから御神木の管理まで、ありとあらゆる仕事に追われる神様の、縁結びを通じて人間と関わってゆく日常を描く。

## 登場人物

### 主な登場人物
縁結びの神
派手な柄シャツを着る小太り、下ぶくれの顔の男。
スーツの男
黒縁メガネの若い男。縁結びの神に”取材”と称し、近づく。

### 「はじめの一歩」
篠崎肇(しのざきはじめ)
主人公。大学院卒。同僚のみさきと交際している。堅実な男。
坂本みさき(さかもとみさき)
主人公の恋人。大卒で肇の２歳年下ではあるが同期入社の同僚。堅実な肇に惹かれるが、少し物足りなさを感じている。

### 「当たり屋」
宇喜多英二（うきたえいじ）
主人公。だらしが無いが憎めない男。
青葉凛子（あおばりんこ）
主人公の元恋人。愛想を尽かして、英二の元から離れている。

### 「トシ&シュン」
斉藤俊（サイトウシュン）
コンビニの店員として働く、作家志望の男。通称”トシ”。
瞬（しゅん）
俊の彼女で、同じ名前の俊を”トシ”と呼ぶ。女優志望。オーディションでは落選続き。

### 「パーマネント神喜劇」
榊美琴（さかきみこと）
小学３年生。「地震をなくしてほしい」と願う少女。
かのこ
　美琴とは違うクラスの少女。『かのこちゃんとマドレーヌ夫人』の主人公と同一人物だと思われる。

## テレビドラマ
- 世にも奇妙な物語 20周年スペシャル・秋 〜人気作家競演編〜「はじめの一歩」（2010年10月4日、フジテレビ系、主演:大野智・田中麗奈）